# Digama lithosioides
Digama lithosioides là một loài bướm đêm thuộc họ Erebidae. Nó được tìm thấy ở Châu Phi, bao gồm Tanzania.